# Ямада, Отодзо
Отодзо Ямада (яп. 山田 乙三 Ямада Отодзо:, в советских источниках 1940—1950 годах также в форме Ямада Отозоо; 6 ноября 1881 — 18 июля 1965) — генерал Императорских вооружённых сил Японии, командующий Квантунской армией.

## Биография
Родился 6 ноября 1881 в префектуре Нагано. Получив военное образование в Токио, успешно продвигался по службе:
- В ноябре 1902 года окончил Военную академию Императорской армии и получил звание младшего лейтенанта.
- В июне 1903 года, проходя службу в 3-м кавалерийском полку, получил звание второго лейтенанта.
- В феврале 1905 года получил звание лейтенанта, назначен на должность инструктора Военного колледжа сухопутных войск.
- В сентябре 1912 года получил звание капитана.
- В ноябре 1912 года окончил элитную Высшую военную академию Императорской армии, подготовившую многих военных деятелей милитаристской Японии.
- В июне 1918 года получил звание майора.
- В 1925 году получил звание полковника и был назначен командиром 26-го кавалерийского полка.
- В 1926 году — начальник штаба армии японских войск в Корее.
- С июля 1927 по 1930 год служил в управлении связи 3-го бюро Генерального штаба Императорских вооружённых сил.
- В августе 1930 года произведён в звание генерал-майора и назначен начальником кавалерийской школы.
- В августе 1931 года был возвращён в войска и до 1933 года командовал 4-й кавалерийской бригадой.
- С августа 1933 года — начальник 3-го бюро Генерального штаба Императорских вооружённых сил.
- В августе 1934 году получил звание генерал-лейтенанта и до 1937 года занимал ряд административных должностей, в том числе возглавлял Японскую императорскую военную академию.
- В марте 1937 года, с началом второй Японо-китайской войны, Отодзо Ямада принял командование 12-й пехотной дивизией, базировавшейся в Маньчжоу-Го.
- В январе 1938 года назначен командующим 3-й армии, в декабре — командующим Центральной экспедиционной армии в Китае.
- В 1940 году получил звание генерала армии и был переведён в Японию с назначением на должность Главного инспектора боевой подготовки, которую занимал до 1944 года, являясь всё это время членом Высшего военного совета страны.

18 июля 1944 года Ямада вернулся в Маньчжурию в качестве последнего главнокомандующего Квантунской армии. Готовясь к неизбежному вооружённому столкновению с Советским Союзом и осознавая, что помощи из истощённой Второй мировой войной Японии не последует, Ямада пытался усилить свои войска доступными ему средствами, сформировав 8 новых пехотных дивизий и 7 пехотных бригад из слабоподготовленных призывников и добровольцев. В ходе начавшейся 9 августа 1945 года Маньчжурской операции советские войска, обходя хорошо укреплённые районы и уничтожая японские подразделения, не имевшие достаточной поддержки танков и артиллерии, за несколько дней нанесли огромные потери и полностью разгромили оборону противника. После ряда неудачных контратак и оставшегося без ответа предложения о перемирии, 20 августа 1945 года главнокомандующий был вынужден отдать приказ о капитуляции Квантунской армии.
В числе около 600 тысяч японских военнослужащих Отодзо Ямада попал в плен, а затем был доставлен в Хабаровск. 25—30 декабря 1949 года Военный трибунал Приморского военного округа в открытом судебном заседании рассмотрел дело японских военнопленных, в том числе и Ямады. Бывший главнокомандующий Квантунской армии обвинялся в руководстве деятельностью по подготовке бактериологической войны. Его приговорили к 25 годам лишения свободы в исправительно-трудовом лагере. 12 марта 1950 года Ямада Отодзо был доставлен в лагерь N 48 в Чернцах.
В июле 1950 года по запросу правительства Китайской Народной Республики Ямада и другие бывшие японские военнослужащие были выданы Советским Союзом для привлечения к ответственности за военные преступления, совершённые на территории Китая. Ямада признал, что осознаёт свою ответственность за преступления, совершённые его подчинёнными, и более 5 лет содержался под стражей в городе Фушунь.
22 февраля 1956 года 75-летний Ямада Постановлением Президиума ЦК КПСС «О досрочном освобождении военнопленного японского генерала Ямада» был помилован:

Согласиться с предложением МИД СССР (т. Молотова) о досрочном освобождении военнопленного японского генерала Ямада и репатриации его в Японию с очередной партией репатриантов.— 
В июне 1956 года после объявления амнистии Отодзо Ямада был освобождён от отбывания наказания и репатриирован в Японию.
Умер 18 июля 1965 года в возрасте 83 лет.

## В культуре
- В фильме «Через Гоби и Хинган» совместного советско-монгольского производства назван «Ямада Тодзё».
- В художественном фильме «Орден» показан эпизод пленения Ямады десантом Красной Армии в Харбине.